# Wargi ust

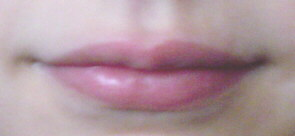
Wargi kobiety

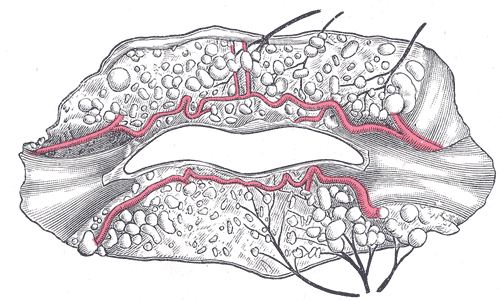
Tętnice wargowe

Wargi ust (łac. labia oris) – struktury okalające szparę ust u zwierząt.
Wyróżnia się wargę górną (labium superius) oraz wargę dolną (labium inferius). Kontaktują się one ze sobą bocznie od szpary ust, w wyniku czego powstaje kąt ust.
Wargi mają budowę trójwarstwową. Zewnętrznie znajduje się skóra warg, różniąca się w pewnym stopniu od skóry innych okolic ciała. U człowieka rozumnego obserwuje się czerwień wargową. Pod nią leży warstwa mięśniowa, w której najważniejszą rolę odgrywa mięsień okrężny ust, ale i inne mięśnie sięgają tu swymi włóknami mięśniowymi czy też ścięgnami. Wewnętrzne wargi wyściela błona śluzowa, tworząca wędzidełka (wędzidełko wargi górnej oraz wędzidełko wargi dolnej).
Wargi mogą cechować się różną ruchomością. U konia jest ona znaczna, średnia u psa czy kozy mających lusterko nosowe, mniejsza zaś u zwierząt, u których warga górna bierze udział w budowie płytki nosowo-wargowej (tarczy ryjowej spotykanej u świni domowej czy też śluzawicy bydła). Powyżej wargi górnej może znajdować się rynienka podnosowa. Na powierzchni wargi dolnej konia czy bydła leży z kolei podbródek.
Wargi służyć mogą do ssania, chwytania przedmiotów, czucia dotykiem. 